# صلاح الدين الناهي
صلاح الدين الناهي قانوني ومؤرخ وكاتب ومؤلف عراقي

## حياته
صلاح الدين بن عبد اللطيف قمري زادة. أسرته آل قمري زاده أسرة عربية هاجرت من الحجاز قبل أكثر من ثلاث قرون واستقرت في إنطاكية وفيها وُلد والده عبد اللطيف الذي عُين فيما بعد مدرساً في مدرسة الرشيدي
وقع بصر الدكتور عبد الرزاق السنهوري عليه وكان الأخير عميداً لكلية الحقوق العراقية للعام الدراسي 1935-1936 إذ لامست عبقرية السنهوري عبقرية صلاح الدين الناهي حتى رشحه السنهوري مع أربعة آخرين للدراسة خارج العراق ... يومذاك واصل صلاح الدين الناهي دراسته في الجامعة المصرية في القاهرة حيث انفتحت أمامه الآفاق فانكب على مواصلة الدرس وتحصيل العلم فقرا مؤلفات كبار العلماء العرب مثل كتب الجاحظ وكتاب الموافقات للشاطبي وفي أوائل عام1939 تخرج ليشد الرحال إلى فرنسا لتحصيل شهادة الدكتوراه في القانون ، إذ أعادته وزارة المعارف إلى مصر لمواصلة الدراسة من جديد فحصل على شهادة الدكتوراه في الحقوق عام 1945.
بعد انتهاء العالمية الثانية عاد إلى كلية الحقوق في بغداد وهذه المرة مدرسا لمادة القانون التجاري ثم أستاذا في كلية التجارة والاقتصاد (الإدارة والاقتصاد ) حالياً إضافة إلى تدريسه طلبة قسم القانون في الجامعة المستنصرية كما تولى عمادة كلية التجارة والاقتصاد للأعوام 1948 - 1951 .ومن ثم عمادة كلية الحقوق في بغداد عام 1961 .
كان الدكتور صلاح الدين الناهي أستاذا بارعا ذو مقدرة علمية فائقة وأسلوب علمي رقيق أهله لان يكون في موقع الصدارة بين الطلبة والأساتذه على حد سواء كما أنه وبفضل منزلته العلمية أسهم في عملية إصلاح مناهج التعليم التي اعتمدتها جامعة بغداد عام 1967 ، ونعته جامعة بغداد ،كلية القانون ،  فقيهاً بارزاً في العلوم القانونية والشرعية الموسوعي 
الأستاذ الدكتور ( صلاح الدين عبد اللطيف الناهي ) 
الذي وافاه الأجل في مدينة إزمير / تركيا / يوم الاثنين 19 /12/2011.

## من كتبه
1. •	الامتناع المشروع عن الوفاء – ( رسالة دكتوراه) عام 1945 .
2. •	الوسيط في شرح القانون التجاري العراقي. /ج1
3. • الوسيط في شرح القانون التجاري العراقي/ج2 .
4. •	الوسيط في شرح القانون التجاري العراقي. /ج3
5. • شرح القانون التجاري العراقي وفقا لقانوني التجارة العثماني و الشركات/ج4 .
6. • شرح القانون التجاري العراقي رقم 60 لسنة 1943 .
7. • شرح القانون التجاري العراقي ( المواد 142-315 ) من قانون التجارة العثماني .
8. • الموجز العلمي والنظري في القانون التجاري العراقي .
9. • المبسوط في الأوراق التجارية: دراسة موازنة .
10. • مبادئ القانون التجاري و قانون المكاسب .
11. • النظرية العامة في القانون الموازن وعلم الخلاف
12. •	تحقيق كتاب النتف في الفتاوى لأب الحسن علي بن الحسين بن محمد السعدي (ت 461 ) هـ .
13. •	تحقيق كتاب روضة القضاة وطريق النجاة: لأبي القاسم علي بن محمد بن أحمد الرحبي السمناني .
14. •	تحقيق كتاب خزانة الفقه و عيون المسائل .لأبي الليث نصر بن محمد السمرقندي ت (375 هـ ) .
15. • تحقيق كتاب , المصنفات الفقهية:دراسات إسلامية:أهم المخطوطات الفقهية لأبي الليث نصر بن محمد السمرقندي ت (375 هـ ).
16. •	التقديم والتعليق وفهرسة كتاب مرشد الحيران إلى معرفة أحوال الإنسان لمحمد قدري باشا .
17. • الخوالد من آراء حجة الإسلام الغزالي في فلسفة التشريع والتصوف والأخلاق والمعرفة السياسية النظرية .
18. •	الخوالد من آراء أبى الريحان البيروني في أسباب التمدن و المنهج الموازن و استعراض الثقافات .
19. •	الخوالد من آراء الراغب الاصفهانى: في فلسفة الأخلاق و التشريع و لتصوف .
20. •	الخوالد من آراء أبي الحسن البصري البغدادي:المعروف بالماوردي في العقل و فلسفه الأخلاق و أدب السياسة و مبادئ الإصلاح الدستوري .
21. •	قانون الأحوال الشخصية - الأسرة والمرأة.
22. •	العدالة في تراث الرافدين وفي الفكريين اليوناني والعربي الإسلامي.[3]